# Juan Gelida
 (mai 2024).
Jean Gelida, Joannes  Gellidius ou Joannes Gelida, né à Valence et mort « âgé de plus de soixante ans », le 19 juin 1558 à Bordeaux, est un philosophe qui a été professeur du collège Saint-Barbe puis principal du collège de Guyenne. Il a formé nombre d'érudits de la Renaissance — tels Guillaume Postel, Élie Vinet et Jules César Scaliger — au grec ancien et à la philosophie d'Aristote.

## Biographie
Jean Gelida s'est inscrit à la Faculté des Arts de Paris au mois de juin 1522 et a été reçu maître de l'université en 1524. Il a publié sa thèse sur l'Organon, dans la lignée de Porphyre, dans son traité De quinque universalibus (1527). Selon Jacques-Auguste de Thou, Lefèvre d'Étaples l'aurait alors convaincu de l'inanité de son enseignement, et lui aurait enseigné le grec ancien et la littérature latine. Fort d'un accès direct au texte, il reprit ses cours sur Aristote au collège du Cardinal-Lemoine, attirant cette fois un public nombreux. En 1551,
il fut appelé à enseigner au Collège de Guyenne pour suppléer à l'absence d'Antoine de Gouveia, parti inaugurer l'université de Coïmbre. Gouveia demeurant au Portugal, Gelida fut nommé professeur titulaire de Bordeaux.
Il mourut laissant sa femme et sa fille dans une grande pauvreté. Ses émules pensaient recueillir chez lui abondance de textes à publier mais n'y trouvèrent que quelques lettres : celles-ci, ainsi que trois poèmes, ont été publiés par l'un de ses étudiants de Bordeaux, Jean Busine.